# Tajamar

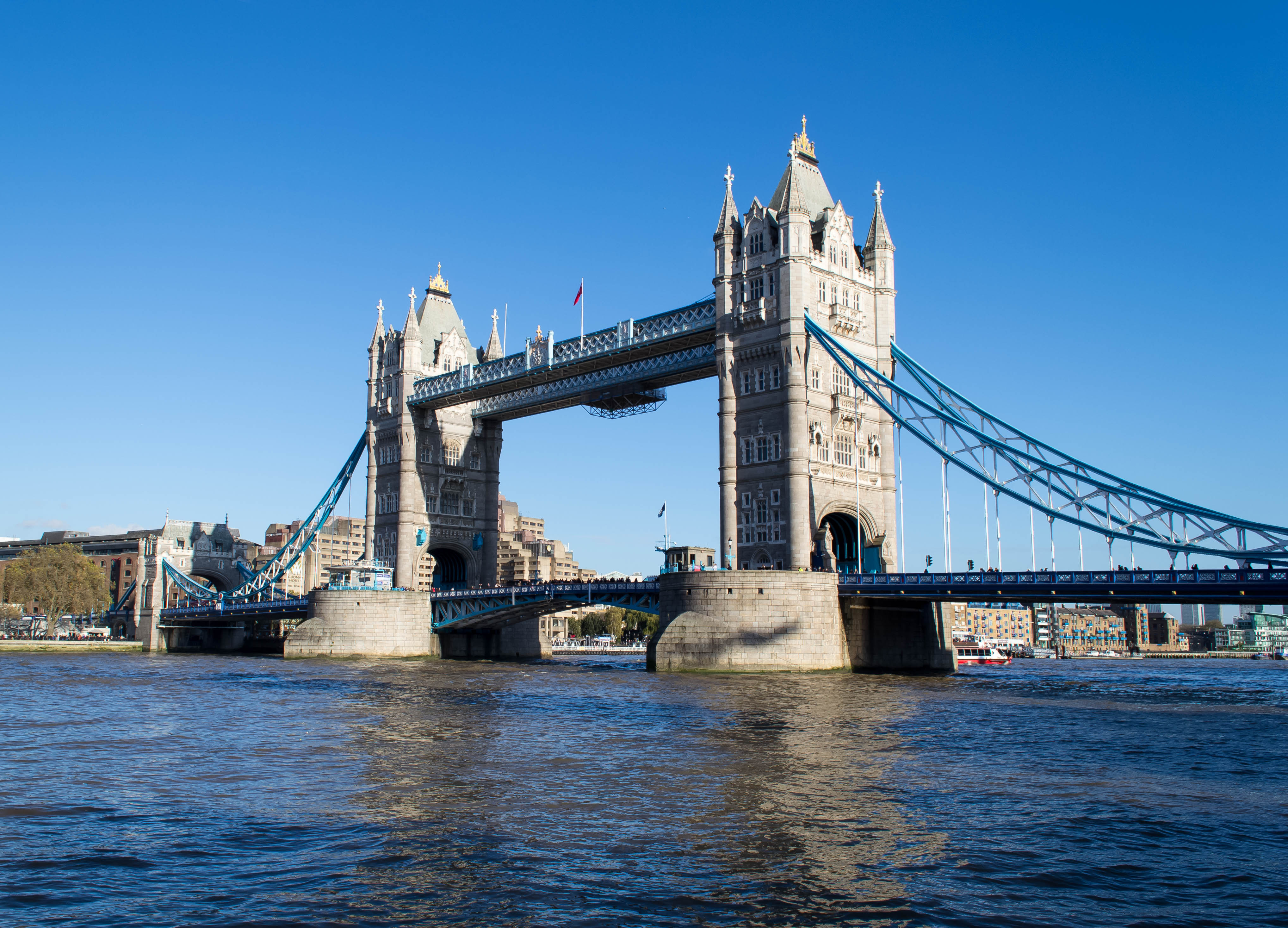
Tajamares del puente de la Torre de Londres.

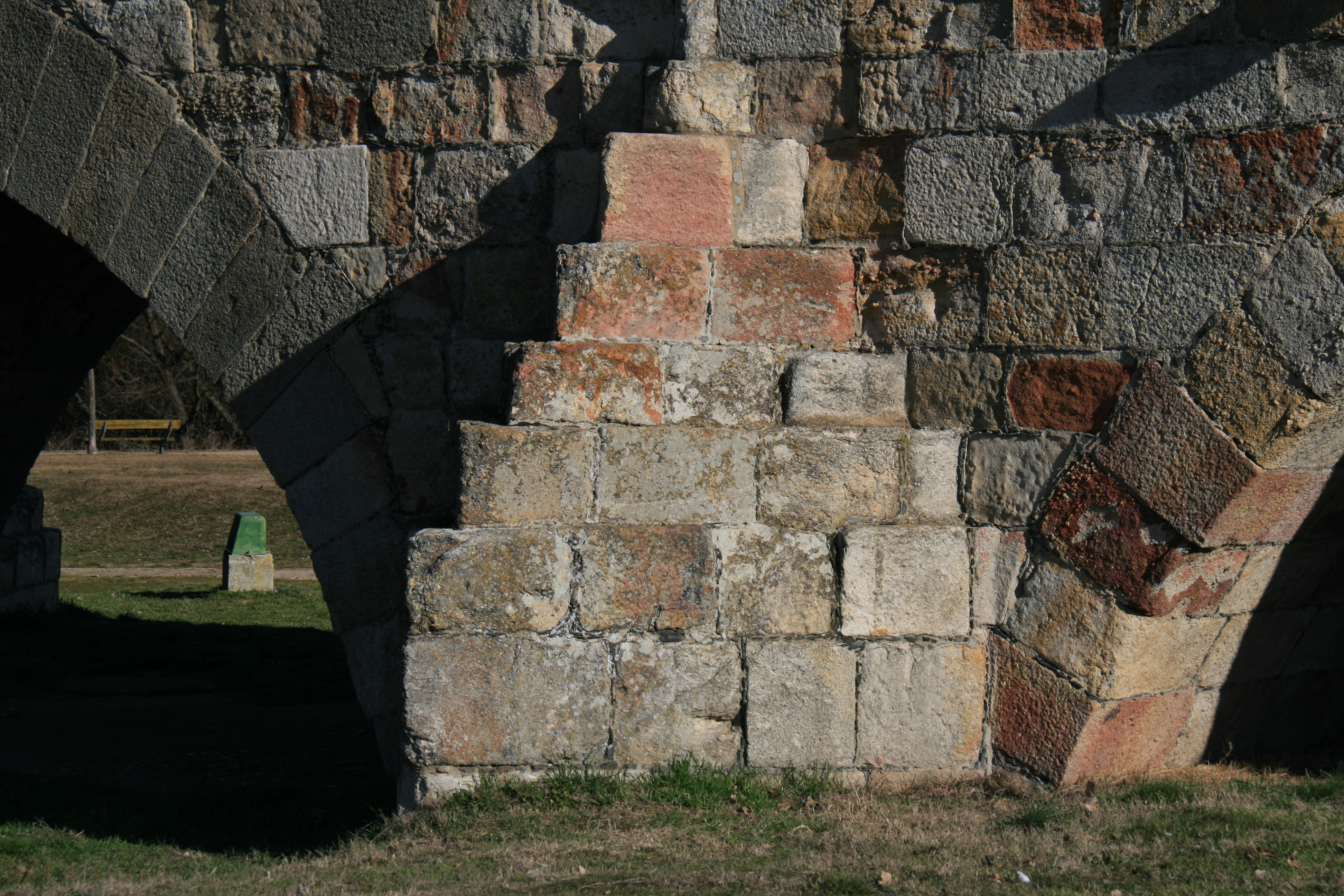
Tajamar del puente romano de Salamanca (España).

Para la pieza de un barco, véase Tajamar (náutica).
En América Latina este término también se usa para designar a pequeños embalses.
Un tajamar es la parte que se agrega a las pilas de los puentes, aguas arriba y aguas abajo, en forma curva o angular, de manera que pueda cortar el agua de la corriente y repartirla con igualdad por ambos lados de aquellas. Estas construcciones hacen que las pilas de los puentes ofrezcan menor resistencia a la fuerza de arrastre generada por el agua. También son conocidos como partidores de flujo.
Deben situarse tanto aguas arriba como aguas abajo de los pilares, para evitar así problemas de erosión y socavación en las cimentaciones.